# Ursus americanus emmonsii
L'orso nero dei ghiacciai (Ursus americanus emmonsii),  detto anche orso blu o orso Glacier , è una sottospecie di orso nero endemico dell'Alaska sudorientale, dell'estremità nord-occidentale della Columbia Britannica e dell'estremo sud-ovest dello Yukon.

## Tassonomia
Il nome Tlingit ("l'orso che scompare") per l'orso dei ghiacciai è un riferimento alla loro dimensione, inafferrabilità e capacità di mimetizzarsi visivamente nei nevai. Esistono poche conoscenze scientifiche sulla loro estensione totale e sulla causa della loro unica colorazione. La maggior parte degli altri orsi neri nell'Alaska sudorientale sono elencati sotto la sottospecie Ursus americanus pugnax .  Il servizio forestale dell'USDA elenca U. a. emmonsii come una delle numerose sottospecie di orsi neri, sebbene nessuna prova supporti la designazione della sottospecie diversa dalla colorazione della pelliccia.

## Descrizione
La caratteristica principale che distingue l'orso del ghiacciaio dagli altri orsi neri è il suo manto, che varia dal blu argentato al grigio. La sottospecie è stata proposta da William Healey Dall nel 1895. Questa variazione può essere vista su singoli orsi che sono spesso più chiari sulla schiena e sulle spalle, con gambe e pancia molto più scure, quasi nere.

## Distribuzione
È stato segnalata la presenza dell'orso dei ghiacciai nelle aree costiere dell'Alaska tra Cross Sound e Cape St. Elias, dal Prince William Sound alla Glacier Bay nell'Alaska sudorientale, con alcuni avvistamenti fino a Juneau, in Alaska e vicino al fiume Taku, che scorre tra la Columbia Britannica e l'Alaska. Questa regione comprende il Glacier Bay National Park e porzioni della foresta di Tongass, una riserva di foresta pluviale temperata .  Sono stati avvistati anche nell'estrema punta nord-occidentale della Columbia Britannica e nell'estremo sud-ovest dello Yukon. 

## Dieta
Gli orsi glaciali, come tutti gli altri orsi neri, sono onnivori , con la loro dieta che varia a seconda della fonte di cibo disponibile durante la stagione e il luogo.  La loro dieta comprende germogli e radici all'inizio della primavera. Durante l'estate in Alaska, l'orso mangia prevalentemente il salmone del Pacifico, che depone le uova nei ruscelli. In alcune zone, alci e cervi sono una fonte di cibo per gli orsi neri. Durante l'autunno, gli orsi mangiano le radici dei coni macinati e una varietà di bacche che si trovano in Alaska come i lamponi e i mirtilli rossi.

## Riproduzione
Le abitudini riprodurtive sono molto simili a quelle di qualsiasi altro orso nero. La femmina ha normalmente la sua prima cucciolata entro i 3-5 anni di età. Questo periodo di riproduzione si svolge da giugno a luglio. La gestazione dura 235 giorni e i cuccioli nascono tra gennaio e febbraio. A causa dell'aumento dell'areale di tutte le sottospecie dell'orso nero dall'ultimo picco massimo del ghiacciaio, si stanno verificando incroci. È così possibile vedere un orso di colore nero partorire un cucciolo con il manto blu argentato e viceversa.